# Suiyōbi no Campanella
Suiyōbi no Campanella (水曜日のカンパネラ, Suiyōbi no Kanpanera, "Wednesday Campanella") (水曜日のカンパネラ, Suiyōbi no Kanpanera?, "Wednesday Campanella") é um grupo japonês de música eletrônica formado em 2012. O grupo é composto atualmente por Utaha, Hidefumi Kenmochi, e Dir.F. A ex-vocalista KOM_I, que antes ocupava o lugar de Utaha, saiu do grupo em 2021.

## História

### Formação
Em 2011, Dir.F e Kenmochi se encontraram pela primeira vez na Design Festa de Tóquio. Como um gerente da Tsubasa Records, Dir.F queria iniciar um novo projeto de música, provisoriamente com membros do sexo feminino, enquanto Kenmochi se destinava a produzir novas músicas diferentes a partir de sua música instrumental depois do Desastre de 2011 no Japão. Os dois decidiram formar um grupo e nomearam o projeto "Suiyōbi no Campanella". Em 2012, Dir.F conheceu KOM_I em uma festa na casa de um cinegrafista, amigo em comum deles, e convidou-a para se juntar ao grupo.

### Carreira
O grupo enviou suas primeiras canções, "Oz" e "Kukai", no YouTube em julho de 2012. Seu primeiro CD Suiyōbi no Campanella Demo 1 foi vendido na Design Festa Tokyo Autumn, em novembro do mesmo ano.
Em 11 de Março de 2013, KOM_I realizou sua primeira apresentação ao vivo sozinha, representando o grupo. Aconteceu em Shimokitazawa ERA, uma boate em Tóquio.
Seu primeiro mini-álbum, intitulado Crawl to Saka Agari (Crawl and [Back hip circle] “クロールと逆上がり”) foi lançado em Maio de 2013. Foi exclusivamente vendido no Village Vanguard Shimokitazawa.
Em setembro de 2013, o grupo se apresentou na Ringo Ongakusai Festival, uma das metas do grupo. KOM_I jogado vários shows com o "Ringo-ame Homem", uma apple-doces-personagem com a cabeça. No mês seguinte, o seu segundo mini-álbum Rashomon (羅生門) foi lançado e vendido exclusivamente na Tower Records.
Em Março de 2014, o terceiro mini-álbum do grupo, Cinema Jack("シネマジャック"), foi lançado. O grupo realizou uma web série de entrevistas com a loja de música online OTOTOY para promover o lançamento do álbum.
Em 5 de agosto de 2014, o grupo estreou o primeiro single, "Momotaro", na J-WAVE, para o seu quarto mini-álbum, Watashi wo Onigashima ni Tsuretette (私を鬼が島に連れてって, "Leve-me para a ilha de Onigashima"), que foi lançado em 5 de novembro de 2014, em um CD die cut.
Em 2015, Suiyoubi no Campanella lançou seu primeiro EP, de Triathlon. Ao contrário das versões anteriores, todas as três músicas do EP foram produzidos por diferentes produtores: Kenmochi, OORUTAICHI e OBKR de N. O. R. K..
Em Março de 2016, KOM_I anunciou que seu próximo álbum será lançado por volta de junho, no seu primeiro show Americano no SXSW. O álbum, intitulado UMA, foi lançado em 22 de junho de 2016, pela Warner Records.

## Membros
- Utaha (うたは) - intérprete, cantor
- Hidefumi Kenmochi (ケンモチヒデフミ) - produtor musical
- Dir.F.(ディレクター・エフ) - diretor

### Ex-integrantes
- KOM_I (コムアイ komuai) - intérprete, cantor

## Nome
O nome Suiyōbi no Campanella é em referência à sua habitual reunião dia de Suiyōbi (quarta-feira), e sua mistura de Kanji, Katakana e Hiragana foi principalmente a apelar para a coletiva do grupo do ego. Para seu show no SXSW, nos EUA, Suiyoubi no Campanella fez suas performances com seu nome equivalente em inglês, "Wednesday Campanella".

## As Performances Ao Vivo
KOM_I aparece sozinho no palco, em eventos e em ocasiões promocionais. Ao vivo, ela apresenta-se ao estilo de karaoke.
Kenmochi e Dir.F pensaram que seria indesejavel  para o grupo os homens aparecerem no palco após discutirem com alguns duetos japoneses.

## Música
Kenmochi é o principal encarregado da produção musical, composição, arranjos, e escrita das músicas. O conceito inicial do grupo era algo como um super-grupo, só que com músicas num estilo folk. Cada música com referencias à eventos históricos, momentos da cultura popular e tradições nacionais. As letras escritas por Kenmochi possuem significados profundos, mas geralmente não são bem interpretadas.
KOM_I não havia tido experiencias musicais antes de se juntar ao grupo. Ela foi escolhida como vocalista pois Kenmochi havia gostado da junção da sua voz e das músicas em estilo hip-hop que ela estava produzindo. No inicio KOM_I apenas era a vocalista do grupo, mas a partir de "Rashomon" ela começou a participar do processo de produção musical.

## Discografia

### Álbuns
- 2013: Crawl to Saka Agari (クロールと逆上がり), Tsubasa Records
- 2013: Rashomon (羅生門), Tsubasa Records
- 2014: Cinema Jack (シネマジャック), Tsubasa Records
- 2014: Watashi wo Onigashima ni Tsuretette (私を鬼ヶ島に連れてって), Tsubasa Records
- 2015: Zipangu (ジパング), Tsubasa Records
- 2016: UMA, Warner Records
- 2017: SUPERMAN, Warner Records

### Extended Play
- 2015: Triathlon (トライアスロン), Tsubasa Records
- 2016: SUPERKID, Warner Records

### Capa Do Álbum
- 2014: Anmin Dofu (安眠豆腐), Tsubasa Records

### Compilação
- 2016: Jugem' Je T'aime (寿限無ジュテーム), Specific Recordings / Alegori Music